# Mizo National Front
Die Mizo National Front (MNF) ist eine am 22. September 1961 gegründete Regionalpartei im indischen Bundesstaat Mizoram.

## Geschichte und Ursachen
Die von den Mizo bewohnte gebirgige Region (zu Kolonialzeiten Lushai Hills) wurde erstmals 1850 von den Briten erobert. Der heute als Volksheld gefeierte Häuptling Mora († 1851) leitete den Widerstand. 1871/72 kam es zu einer zweiten britischen Expedition, mit über 8000 Mann, zur „Befriedung“ der Region. Den Mizowiderstand leitete Häuptling Sookpial († 1880). Erst nach der Niederschlagung des religiös inspirierten Aufstandes der Brüder Lengpunga und Kholam (gemeinsamer Selbstmord im Gefängnis im September 1891) erlangten die Kolonialherren die vollständige Kontrolle.
Die im 52- bis 54-jährlichen Rhythmus wiederkehrende Bambusblüte (mautam) führt in der von den Mizo bewohnten Gegend wegen starker Ausbreitung von Nagern zu zweijähriger Hungersnot. Deshalb bildete sich beim erneuten Vorkommen 1959 unter Leitung des Bankangestellten Laldenga, der bereits seit 1955 Leiter der Mizo Cultural Society war, die Mizoram Famine Front (MFF), die von der Staatsregierung von Assam Unterstützung forderte. Nach der Umwandlung in die MNF wurde die Unabhängigkeit für den kleinen Stamm gefordert, aber von den Indern nicht ernst genommen, bis der bewaffnete Aufstand ausbrach.

## Bewaffneter Kampf
Laldenga wurde 1965 verhaftet, als er Waffen aus Ostpakistan schmuggelte, bald jedoch freigelassen. Am 28. Februar 1968 stürmten MNF-Kämpfer in der Operation Jericho die Orte Aizawl und Lungleh. Die gedemütigte indische Armee brauchte eine Woche, um diese wieder zu nehmen.
Erstmals wurden gegen Guerillas Luftangriffe durchgeführt. Mehrere Zehntausend Einwohner  der Mizo-Dörfer (nach dem Vorbild der Amerikaner in Vietnam) wurden ab 1966, teilweise mit nur 24 Stunden Vorwarnung, aus den Bergen in bewachte Wehrdörfern zwangsumgesiedelt. Dies bescherte den Kämpfern Laldengas weiteren Zulauf, seine Truppen folgten dem strengen Verhaltenskodex von Maos Partisanen Zivilisten gegenüber, während durch die Regierungsseite massenhafte Vergewaltigungen und Plünderungen bekannt wurden. Unterstützung wurde von China (bis 1976) und Pakistan zur Verfügung gestellt, das bis 1971 auch Trainingslager in Ostpakistan bereitstellte.
Laldenga lebte in Dhaka im Exil, bis er und seine Mannen vor den einrückenden indischen Truppen in Bangladesch-Krieg 1971 nach Westpakistan fliehen musste. Erste Friedensfühler wurden im November 1973 von Kabul aus vermittelt. 1975 kam es in Frankfurt zu ersten Verhandlungen, die nach seiner ersten Rückkehr nach Indien im Januar 1976 fortgesetzt wurden. Gleichzeitig versucht die Zentralregierung die Mizo zu spalten. Verhandlungen werden, nach der Wahlniederlage des Congress 1977 abgebrochen.
Am 22. Januar 1982 wurde die MNF verboten und 90 führende Mitglieder verhaftet. Nicht in Haft kam Laldenga, er wurde jedoch im April des Landes verwiesen und begab sich nach London. Nach dem Attentat auf Indira Gandhi verfolgte die Zentralregierung unter ihrem Sohn eine versöhnlichere Politik. 1986 wurde mit Premierminister Rajiv Gandhi ein Friedensabkommen unterzeichnet, das auch die Formung eines eigenen Bundesstaates Mizoram aus dem seit 1972 bestehenden Unionsterritorium vorsah.

## Politische Partei
Die nun legale Partei mit Laldenga an der Spitze gewann die ersten Wahlen 1987 im Staat Mizoram, Laldenga wurde Chief Minister. Bald häuften sich Korruptionsvorwürfe, er starb 1990. Etlichen Kämpfern gelang nach Jahren im Dschungel die Umstellung auf ein ziviles Leben nicht, sie wurden depressiv, alkohol- oder drogenabhängig.
Die Parteiführung übernahm nun Zoramthanga. Bei den Wahlen zum Staatsparlament (Mizoram Legislative Assembly) 1998 gewann die MNF, die ihren Sieg 2003 wiederholen konnte. Das Wahlrecht bescherte ihr bei 132.505 Stimmen (31,66 %) 21 der insgesamt 40 Sitze. Zoramthanga amtierte für zehn Jahre als Chief Minister. Die Partei war zeitweise Mitglied der National Democratic Alliance, trat aber 2007 aus. Stellvertretender Vorsitzender war 2007 Tawnluia mit Tlanghmingthanga als Schatzmeister. Bei den Wahlen 2008 erlitt die Partei eine vernichtende Niederlage und gewann nur noch drei Sitze im Regionalparlament.
Bei der gesamtindischen Wahl 2004 konnte die MNF den einen Parlamentssitz von Mizoram für sich gewinnen, bei den darauf folgenden Wahlen in den Jahren 2009 und 2014 unterlag sie den Kandidaten der Kongresspartei.